# Zanzibar Ocean View FC
El Zanzibar Ocean View es un equipo de fútbol de Zanzíbar (Tanzania) que milita en la Tercera División de Zanzíbar, la tercera liga de fútbol más importante del territorio.

## Historia
Fue fundado en la ciudad de Unguja a raíz de un grupo de jugadores que dejaron el equipo Miembeni SC. El equipo ha ganado el título de la Primera División de Zanzíbar en 1 oportunidad en el año 2010 y ha sido finalista de la Copa Mapinduzi en el año 2010.
A nivel internacional ha participado en 1 torneo continental, el la Liga de Campeones de la CAF 2011, siendo eliminado en la Ronda Preliminar por el AS Vita Club de la RD Congo.

## Palmarés
- Primera División de Zanzíbar: 1

2010.
- Copa Mapinduzi: 0
  - Finalista: 1

2010

## Participación en competiciones de la CAF
| Temporada | Torneo                      | Ronda      | Club         | Casa | Visita | Global |
| --------- | --------------------------- | ---------- | ------------ | ---- | ------ | ------ |
| 2011      | Liga de Campeones de la CAF | Preliminar | AS Vita Club | 1-1  | 0-3    | 1-4    |